# Urbanc-Haus

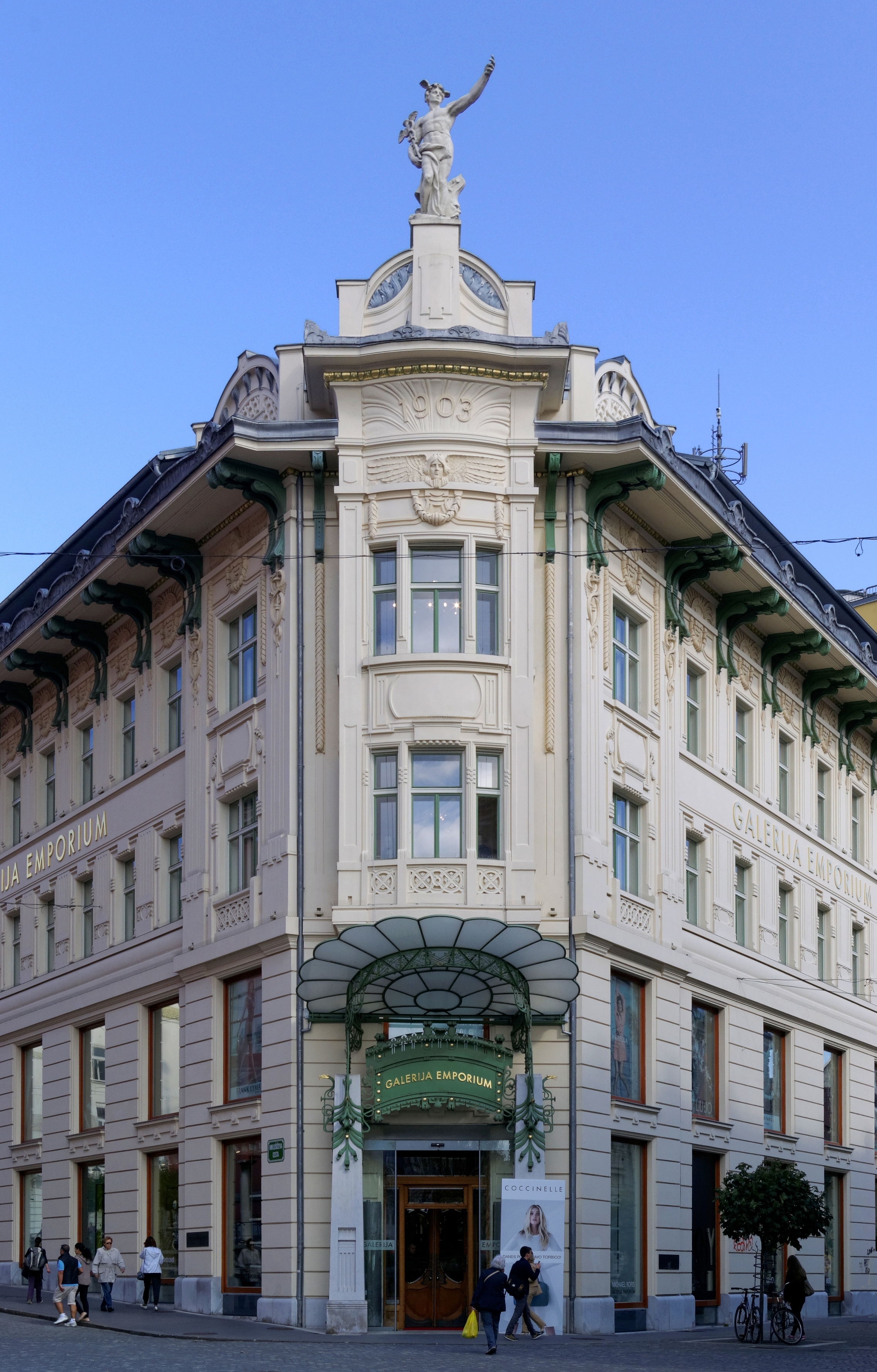
Das Urbanc-Haus in Laibach, 1903 erbaut

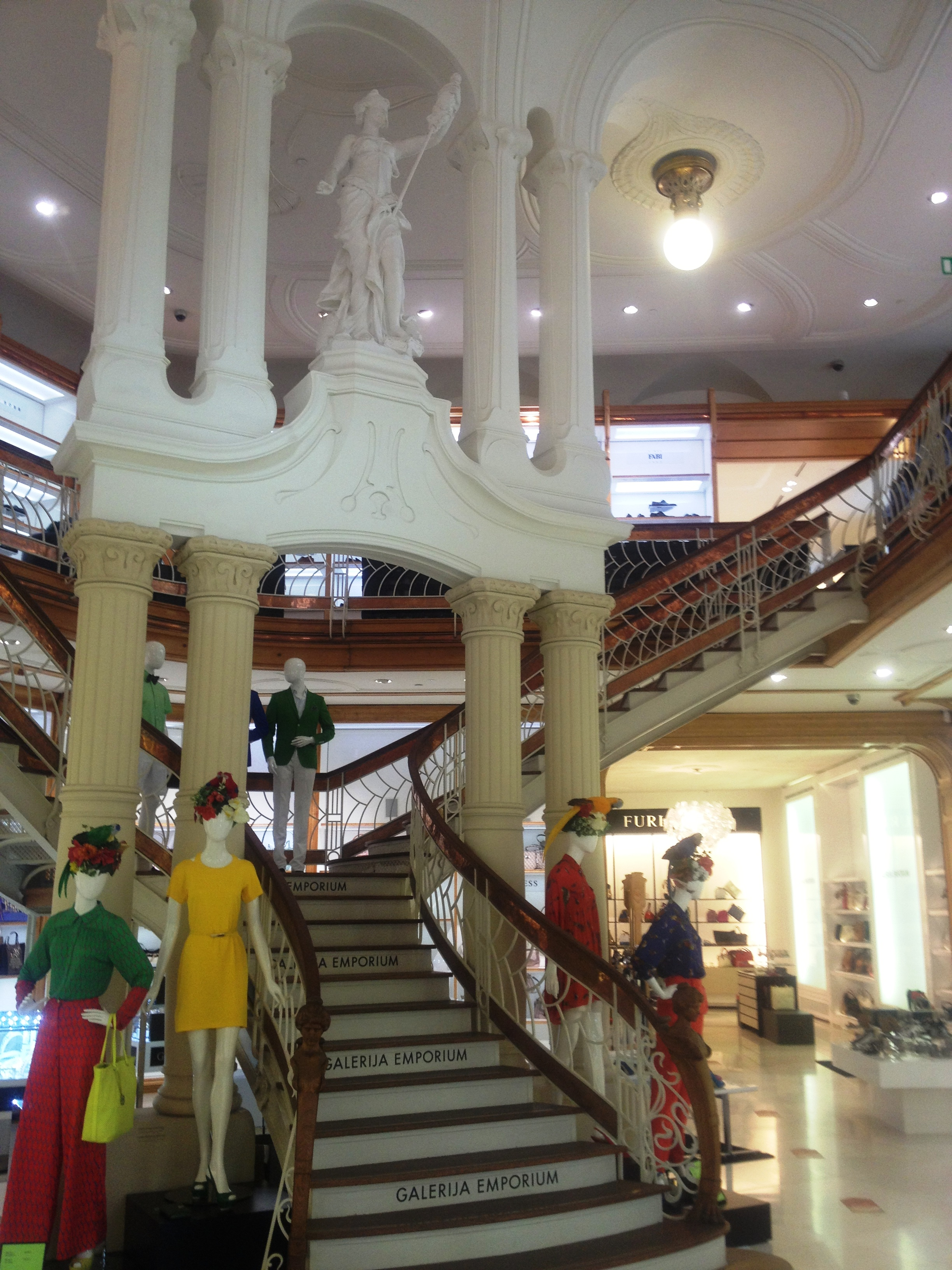
Eingangsbereich des Urbanc-Hauses

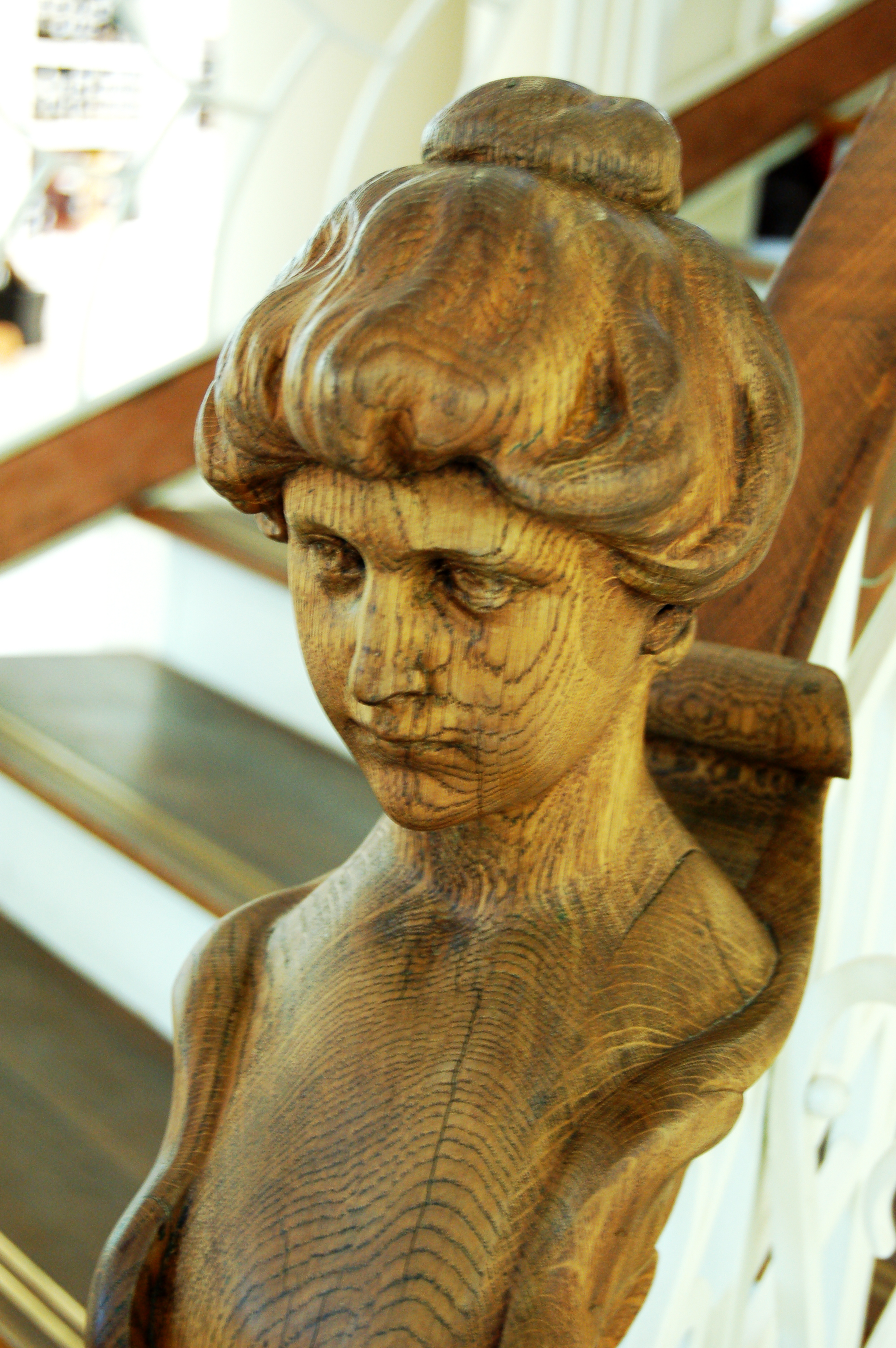
Geschnitzter Frauenkopf am Geländer

Das Urbanc-Haus ist ein Kaufhaus am Prešerenplatz, Ecke  Miklošičeva cesta im Zentrum der slowenischen Hauptstadt Ljubljana.

## Geschichte
Der Standort am Hauptplatz der Stadt war ursprünglich von kleineren Gebäuden belegt, die jedoch beim Erdbeben von 1895 beschädigt wurden. Im Zuge des Wiederaufbaus und der Neugestaltung des Zentrums konnte der slowenische Manufakturengroßhändler Felix Urbanc (1850–1937) die drei Grundstücke kaufen und erhielt von der Stadtverwaltung die Genehmigung zur Errichtung eines dreistöckigen Warenhauses.
Er beauftragte den Architekten Friedrich Sigmundt, nach dessen Plänen das Haus 1903 im Wiener Jugendstil errichtet wurde. Die Inneneinrichtung wie die prunkvolle Hauptstiege und die hölzernen Schnitzarbeiten wurde von Anton Irschick, k.u.k. Hoftischler aus Graz, ausgeführt.
Die Familie wurde nach dem Zweiten Weltkrieg von den Kommunisten enteignet und das Haus 1946 beschlagnahmt. 1947 wurde es vom Konzern Tkanina geleitet, danach vom Großhandelsunternehmen Merkur. In dieser Zeit ging ein großer Teil der ursprünglichen Innenausstattung durch Umbauarbeiten verloren. Der Hof, der ursprünglich mit einem aus Glas und Eisen konstruierten Dach abgedeckt war, wurde überbaut. Treppen und Wände wurden verlegt oder verschoben. Nur der zentrale Raum des Kaufhauses mit seinem Treppenhaus, den Möbeln, Lampen und sogar zwei originalen geätzten Glasscheiben blieb relativ unberührt. Das Haus verkam jedoch mit den Jahren.
Nach der Wende und der Unabhängigkeit Sloweniens begann ein langwieriger Prozess der Rückerstattung an die Erben Urbanc'. 2007 konnte mit den Renovierungsarbeiten begonnen werden, die unter der Mitwirkung des Architekten Matjaž Pangerc stattfanden. Dabei wurde das Haus zum großen Teil in seinen ursprünglichen Zustand zurückgeführt. Im Haus befindet sich heute die Emporium Galerie, ein luxuriöses Kaufhaus mit Markenartikeln im Sortiment.

## Architektur
Der Grundriss hat die Form eines unregelmäßigen Fünfecks. Die Hauptfassade zum Platz ist nur 5,50 Meter breit. Der Haupteingang wird von einem gläsernen Dach geschützt. Auf dem Dach über dem Eingang steht eine Statue von Mercurius, dem Gott des Handels und Beschützer der Kaufleute. Außen wie innen folgt die architektonische Gestaltung dem Jugendstil.
Innen erstreckt sich die Eingangshalle über zwei Stockwerke. Der Verkaufsbereich ist fünfeckig. Die Galerie wird von einer dreiteiligen Stiege, die in der Achse des Eingangs liegt, erschlossen. Unten beginnt sie mit einem abgerundeten Antritt, der sich in zwei Läufe unterteilt und sich dann in einem schmalen Bogen auf beiden Seiten in der Galerie schließt. Die Stiege wird von zwei Typen von Säulen getragen, und über dem Bogen zwischen den oberen steht die Statue der Allegorie des Handwerks. Die Knäufe am Ende der Geländer sind holzgeschnitzte Frauenköpfe mit Frisuren, die die Mode der Entstehungszeit widerspiegeln.